# Halleiner Becken
Das Halleiner Becken ist ein randalpines Becken im Tennengau im österreichischen Bundesland Salzburg. Es handelt sich um eine Talformation im Raum Hallein und Golling an der Salzach.
Zusammen mit dem nördlich anschließenden Salzburger Becken bildet es das Salzburg–Halleiner-Becken, welches eines der dichtbesiedeltsten randalpinen Becken ist.